# 包陪慶
包陪庆，SBS，JP（1945年—），香港企业家、社会活动家、慈善家、第十二屆全國政協委員。中國北宋名臣包拯30世孫。

## 背景
包陪慶祖籍浙江省宁波镇海县（现镇海区），1945年抗日战争勝利時出生於重庆，故取名为包陪庆。她是已故船王包玉刚長女，胞妹是包陪麗，于1969年嫁予奥地利人苏海文（曾任立法局議員、现为世界船王）。曾於1959年報考英國皇家音樂學院鋼琴技術考試，先后就读于英華女學校小學部及中學部（1957年小六、1962年中五）、美国普渡大学，芝加哥大学，加拿大麦吉尔大学，英国伦敦大学等世界著名学府，通晓英语、法语、德语、宁波/上海话、粤语等多种语言方言。
包陪慶是环球航运有限公司董事，兼任环球水火保险有限公司主席、香港升华服务有限公司主席，也是香港中華廠商聯合會名誉会长。她曾担任香港演艺学院董事会主席，1994年出任港事顧問。2002年，她当选为浙江省政协委员。2004年，捐资在浙江大学成立“包玉刚国际基金”，在此之前，创立了“包玉刚奖学金”。2004年，被黑龙江省政府聘为高级经济顾问。2005年2月，当选为黑龙江省政协常委。另外，她亦在香港创立伸手助人协会，照顾孤寡老人。创立肝寿基金，致力于肝脏医疗保健事业。创立香港汉基国际学校，为普通话与英语并重的教学教育机构。曾担任香港康智儿童基金会的主席，并担任华夏基金会主席，上海宋庆龄福利基金会的理事等职务。

## 個人生活
包陪慶已婚，1960年代與前香港立法局議員蘇海文結婚，婚後育有3名子女。

## 荣誉
- 2025年，加拿大麦吉尔大学荣誉法学博士[5]
- 2005年，香港特别行政区政府银紫荆星章
- 2004年，香港舞蹈聯盟香港舞蹈年獎傑出成就獎
- 2004年，美国国际标准舞师生锦标赛冠军
- 2004年，香港港联盟会卓越成就奖
- 2004年，美国普渡大学名誉博士学位
- 2000年，世界杰出女企业家奖
- 1999年，香港杰出女企业家奖
- 1994年，Mont Blanc国际文化奖

## 外部連結
- 包陪庆 简介
- 包陪庆：航运王国的女主人[]
- 包陪庆：快乐女船王启航新副业 （页面存档备份，存于）